# Teichoskopia
Teichoskopia – z gr. widzenie z murów (poprzez ścianę) – określenie sceny z III księgi Iliady Homera (w której Helena opisuje Priamowi widzianych przez nią z murów Troi bohaterów i wodzów achajskich) i podobnych przedstawień w późniejszych utworach dramatycznych.
W dramaturgii terminem teichoskopia określa się scenę, w której jedna z postaci dramatycznych opowiada innym postaciom o zdarzeniach, których te nie widzą – a więc to, co miało miejsce, bądź dzieje się obecnie za kulisami. Zabieg ten pozwala uniknąć przedstawiania widzom scen drastycznych (przemoc, zabójstwa) lub niestosownych (łamiących obyczajowe tabu), jednocześnie utrzymując iluzję, że dzieją się one faktycznie, ponieważ jedna z postaci jest ich naocznym świadkiem.
Teichoskopia jest także środkiem pomagającym rozwiązać problemy techniczne z przedstawieniem np. niektórych scen fantastycznych, wielkich scen zbiorowych, a szczególnie batalistycznych.
O zdarzeniach niewidocznych dla pozostałych bohaterów oraz widzów nierzadko informował Posłaniec, co znacznie podnosiło rangę tej postaci w dramacie. Teichoskopia jako chwyt typowo epicki skupia bowiem uwagę na osobie mówiącej, na której spoczywa zadanie opisania pozostałym bohaterom i widzom niewidocznej dla nich akcji. Opowiadanie bohatera – odpowiednio zrelacjonowane – może niekiedy wzbudzić większe emocje, niż same (trudne do zaprezentowania na scenie) zdarzenia.

## Wybrane przykłady zastosowań teichoskopii
- W. Shakespeare Juliusz Cezar
- F. Schiller Maria Stuart
- B. Brecht Życie Galileusza
- J. Giraudoux Elektra, Wojny trojańskiej nie będzie